# Тьольо
Тьольо (на фински: Töölö, [ˈtøːlø], на шведски: Tölö) е част от финландската столица Хелзинки, която обхваща централния квартал Ету-Тьольо (Etu-Töölö, предно Тьольо) и намиращия се северно от него квартал Така-Тьольо (Taka-Töölö, задно Тьольо). Ету-Тьольо е считан за атрактивен за живеене квартал.
На юг Тьольо граничи с квартал Кампи (Kamppi), на запад със залива Хиетаниеми (Hietaniemi), на изток със залива Тьольо (Töölönlahti) и на север с квартал Меилахти (Meilahti). Границата между Ету-Тьольо и Така-Тьольо е по дължината на парка „Хесперия“ (Hesperia).
Сред забележителностите на Тьольо са сградата на парламента („Едускунтатало“, Eduskuntatalo), църквата в скалите (Temppeliaukio kirkko), паметникът за Сибелиус, олимпийският стадион и зала „Финландия“.

## Галерия
- Парламент на Финландия
- Църквата в скалите
- Олимпийски стадион
- Зала „Финландия“

|  | Тази страница частично или изцяло представлява превод на страницата Töölö в Уикипедия на немски. Оригиналният текст, както и този превод, са защитени от Лиценза „Криейтив Комънс – Признание – Споделяне на споделеното“, а за съдържание, създадено преди юни 2009 година – от Лиценза за свободна документация на ГНУ. Прегледайте историята на редакциите на оригиналната страница, както и на преводната страница, за да видите списъка на съавторите. ВАЖНО: Този шаблон се отнася единствено до авторските права върху съдържанието на статията. Добавянето му не отменя изискването да се посочват конкретни източници на твърденията, които да бъдат благонадеждни. |